# Ovčar (hora)

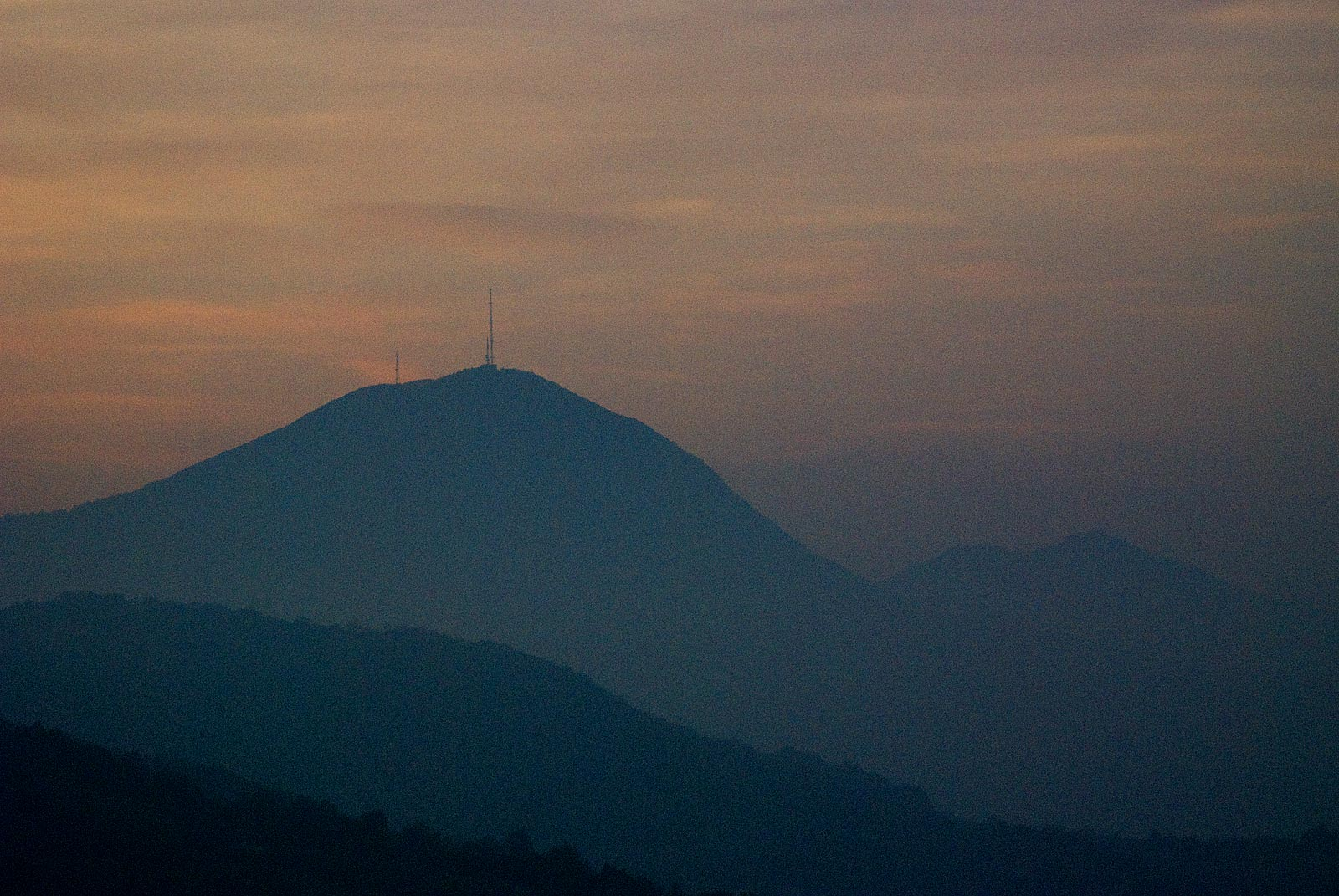
Ovčar při západu slunce.

Ovčar (v srbské cyrilici Овчар) je hora, která se nachází v západním Srbsku, mezi městy Čačak a Lučani, jižně od Ovčarsko-kablarské soutěsky, 160 km jihozápadně od Bělehradu. Nadmořská výška hlavního vrcholu činí 985 m. 
Hora je vyhaslou sopkou a častým turistickým cílem. Turistické trasy vedou na vrchol hory ze severozápadu od železniční stanice Ovčar Banja údolím potoka. 
V současné době se na vrcholku hory nachází televizní vysílač, který byl v roce 1999 během Operace Spojenecká síla bombardován letectvem NATO. Na začátku 21. století byl vysílač obnoven a vztyčena nová věž ve výšce 120 m. V současné době má i turistickou vyhlídku, ze které je dobře vidět na město Čačak. Hora a její lesy jsou součástí přírodní památky. Z jižní strany je vrchol hory přístupný po asfaltové silnici. Na straně severní se nachází pravoslavný klášter Vaznesenje a lázně Ovčar Banja. 